# Översättning av Sagan om ringen till svenska
Översättningarna av Sagan om ringen till svenska har varit omdebatterade dels på grund av vad som uppfattats som brister i Åke Ohlmarks översättning, dels på grund av existensen (sedan 2005) av två översättningar med inbördes skillnader.
Det finns två översättningar till svenska:
- 1959–1961 av Åke Ohlmarks med titeln Härskarringen alternativt Sagan om ringen
- 2004–2005 av Erik Andersson med titeln Ringarnas herre

## Diskussionen om första översättningen
Enligt förläggaren Åke Löfgren som köpt rättigheterna till Bilbo – En hobbits äventyr fick Rabén & Sjögren som publicerat Bilbo först chansen att publicera även Sagan om Ringen. Hans sammanfattning av varför förlaget inte gjorde detta var att verket var "för stort och vidlyftigt". Han hävdar även att Astrid Lindgren var den redaktör som i slutänden fattade beslutet att inte publicera boken. Därför gick turen vidare till andra förlag.
AWE-Gebers förlag köpte 1958 de svenska rättigheterna till Sagan om Ringen av det brittiska förlaget Allen & Unwin. Den svenska förläggaren Disa Törngren kontaktade Åke Ohlmarks för att översätta den första svenska upplagan. Ohlmarks var ursprungligen religionshistoriker, men även en flitig översättare, med nytolkningar av bland annat Eddan och Koranen. Översättningen av The Lord of the Rings var en av de första som gjordes. Ohlmarks tolkade därför texten helt på egen hand och med stor fantasifullhet. Samtida svenska kritiker berömde hans tolkarinsatser, genialitet, författarstatus och försvenskning, medan översättningen långt senare har kritiserats.
Vid utgivningen gav flera Ohlmarks beröm för dennes arbete. Mest lyrisk var Sven Stolpe som i Aftonbladet skrev "Han har gjort en försvenskning – han har funnit underliga, magnifika, sammansatta svenska ord, han har översatt dikt på dikt i stor inspiration, det finns inte en sida i hans magnum opus, som icke verkar svenskt originalarbete av en genialisk diktare." Staffan Björck recenserade boken i Dagens Nyheter. Han gav vissa invändningar, men skrev "Men jag gör dessa invändningar bara för att med så mycket större eftertryck kunna prisa översättningen som helhet: den är storartad."
I Sydsvenska Dagbladet (2004) ger Andreas Brunner försiktig beröm: "Tolkien ville få fram en ålderdomlig känsla med ett avskalat språk. Ohlmarks gjorde precis tvärtom, lade till adjektiv och piffade upp dialogen. Resultatet blev en förtjusande bok, men också en helt annan bok än den Tolkien hade skrivit". Långt senare har Ohlmarks fått stark kritik. 2004 skrev Malte Persson i Göteborgs-Posten om den första översättningen: "Den är så späckad med missförstånd, felsyftningar, inkonsekvenser och godtyckliga tillägg att det bara kan bero på att Ohlmarks antingen var betydligt sämre på engelska än isländska eller att han inte tog uppdraget på allvar".
Leif Jacobsen har granskat Ohlmarks översättning och är mycket kritisk och skriver "Det råder ingen tvivel om att den svenska översättningen är bristfällig och på många sätt misslyckad". Jacobsen menar att Ohlmarks underskattat läsarna och anpassat sin text till en ung målgrupp. Dessutom menar han att översättaren genomgående broderar ut texten och lägger till information som inte finns i originalet. Exempel som han lyfter fram är "six meals a day" som i Ohlmarks översättning blev "sex vällagade måltider om dagen", eller "hurry unnecessarily" som blev "slavar under den onödiga brådskans tid". Nedan följer en jämförelse mellan originalet, Ohlmarks översättning och Erik Anderssons översättning.
| Ursprung       | | Kommentar                           |
| -------------- | --- | ----------------------------------- |
| Tolkien        | Night slowly passed. The sun rose. The hobbits rose rather later.                                              | Från kapitlet A long expected party |
| Åke Ohlmarks   | Natten svann långsamt mot gryning. Solen gick upp, men hoberna steg ju i allmänhet upp lite senare än så dags. | Sagan om Ringen, sidan 57           |
| Erik Andersson | Natten förflöt sakta. Solen gick upp. Hobbitarna steg upp något senare.                                        | Ringens brödraskap, sidan 55        |

Ohlmarks ansågs även ha slarvat med sin översättning genom att namn har översatts inkonsekvent. I prologen kan man läsa att Den dansande ponnyn i Bri innehas av familjen Byttesson. men när innehavaren dyker upp i boken heter denne Barliman Smörblomma, och värdshuset har fått namnet Den stegrande ponnyn. Det finns flera exempel på både personer och platser som fått flera namn.
Även John-Henri Holmberg är kritisk till Ohlmarks översättning och skriver i sin bok Fantasy, fantasylitteraturens historia, motiv och författare:
| ” | Beklagligtvis går mycket av Tolkiens minutiösa noggrannhet förlorad i den svenska översättningen… Där Tolkien i original oftast är lakonisk och fåordig och påtagligt inspirerad av den isländska sagotraditionen, är Ohlmarks översättning frodig, adjektivrik och mångordig | „ |

Folkslagen hobbits och orcs översatte Ohlmarks till hober och orcher. "Hobbitar" ansåg han skulle associera till "sockerbitar" medan "hobbiter" exempelvis skulle associera till "israeliter" och andra ord som slutar på -it eller -iter. Efter att Ohlmarks skickat ett förklarande brev till Tolkien fick Ohlmarks till slut tillstånd att använda hob och hober. Britt G. Hallqvist använde däremot formen hobbit i sin översättning Bilbo - En hobbits äventyr redan år 1962. I Tore Zetterholms översättning av samma bok från 1947 hade dessutom formen hompen använts.
I Ohlmarks bok Tolkiens arv uppger denne att den egna uppgiften varit att göra en tolkning av Tolkien, något helt annat än en översättning.
| ” | Aldrig har jag påtagit mig en sådan vedermöda och mer skrupulöst gått in för en tolkaruppgift än här. Jag gjorde först en noggrann slätöversättning av hela boken och skrev sedan radikalt om den, hela tiden ledd av en strävan att söka skildra en levande sagovärld som hade precis så lite att göra med England och engelskan som Tolkien tydligen avsett. | „ |

Ohlmarks översättning följde äldre principer där idealet var att tolka originaltexten i en stil som var naturlig för en själv och för ens egen tid. Ohlmarks översättargärning i stort, som bland mycket annat omfattar Dante och Shakespeare, kännetecknas dock av att han mestadels översatte "mycket fritt".
Den postumt utgivna Silmarillion översattes av Roland Adlerberth. Enligt Åke Ohlmarks var det Christopher Tolkiens beslut. Beslutet hade sin bakgrund i ett missförstånd som uppstod i samband med att Ohlmarks besökte Christopher Tolkien i hans hem utanför Oxford nyåret 1974. I februari 1977 skrev Christopher Tolkien ett brev till AWE-Gebers förlag och förklarade att Ohlmarks inte fick översätta Silmarillion.

### Brister utanför översättarens kontroll
Ohlmarks gjorde sin översättning innan den andra, omarbetade upplagan av originalet kom ut 1965.
Vidare uteslöts appendixen - en samling bihang med artiklar och tabeller i slutet av The Return of the King - helt från den svenska utgåvan, sannolikt eftersom den ansågs vara "överkurs". Här bör man dock skilja kritiken mot Ohlmarks från kritik mot förlaget, som bestämde vad som var säljfrämjande och vad som man hade råd att trycka. Tilläggen inkluderades dock senare i den separata volymen Ringens värld, men då var de avkortade och omtolkade.
Dagens översättare har en hjälp i Tolkiens verk Guide to the Names in The Lord of the Rings som gavs ut först efter Ohlmarks översättning (och delvis som en reaktion på den svenska översättningen).

### Häxmästarens död
I de flesta upplagor av Åke Ohlmarks översättning är det felaktigt hoben Meriadoc som ger Häxmästaren av Angmar det dödande hugget, medan det i själva verket är Éowyn, systerdotter till kung Théoden av Rohan. Detta fel har korrigerats i vissa senare upplagor. Nedanstående utdrag är från enbandsupplagan utgiven 1992.
"Raglande rätade han upp sig och med uppbjudande av sin sista styrka drev han med otroligt hugg sin klinga mitt mellan kronan och manteln när de breda axlarna böjde sig ner mot henne."
Originalet lyder "Then tottering, struggling up, with her last strength she drove her sword between crown and mantle, as the great shoulders bowed before her."
Leif Jacobsen skriver i sin uppsats om detta, "Genom förväxlingen av två pronomen får detta misstag ganska allvarliga konsekvenser, något som (med tanke på det slarv som genomsyrar hela översättningen) var oundvikligt i längden".

## Nyöversättningen
Inför 50-årsjubileet av The Fellowship of the Ring beslöt Norstedts att göra en nyöversättning. Uppdraget gick till Erik Andersson för prosan och Lotta Olsson för dikterna och översättningen fick den övergripande titeln Ringarnas herre. De tre volymerna titulerades Ringens brödraskap, De två tornen och Konungens återkomst.
Ringarnas herre bygger på den senast stadfästa versionen av originalets andra, omarbetade upplaga, medan Ohlmarks version bygger på den första upplagan. Detta innebär också att Ringarnas herre innehåller det senare förordet och den senare versionen av prologen.
I Ringarnas herre används Christopher Tolkiens kartor från originalet med svensk text, medan den svenska utgivaren för Ohlmarks översättning ritade egna kartor.

### Diskussion av nyöversättningen
När nyöversättningens första del kom ut 2004 gav många kritiker gott betyg åt Erik Anderssons och Lotta Olssons arbete:
Dagens Nyheter skrev: "Låt mig med en gång konstatera att Andersson & Olsson har presterat en läsbar, jämn och i stort sett korrekt översättning, ett prov på en mycket gedigen arbetsinsats som förtjänar stor respekt, men också en ingående granskning". Om verserna skrev Aftonbladet: "Lotta Olsson har haft det otacksamma jobbet att översätta bokens ganska få verser som många lär hoppa över ändå, trots att hon gör det bra och energibesparande". I Göteborgsposten skrev Malte Persson: "I övrigt följer den nya översättningen originaltextens välartade prosa mycket nära, och bara en språklig pedant kan finna något att invända emot".
I Svenska Dagbladet anmärkte Stefan Spjuth på översättningen av namn: "Beträffande namn på personer och platser har Andersson varit lyhörd för expertisen och valt att bygga om så mycket som möjligt med svenska ord för att Tolkiens intrikata etymologier ska komma till sin rätt. Det är en hedervärd målsättning, som lätt kan få komiska bitoner: Fylkes huvudstad, i originalet 'Michel Delving', kallar Andersson för Möcklegräva, vilket låter som en ort hämtat ur svenska MAD".
Flera jämförde Ohlmarks ordrika text med Anderssons mer korthuggna. I Aftonbladet skrev Petter Lindgren:
| ” | Under läsningen av de båda översättningarna märker jag att jag har svårt att separera från Ohlmarks nästan rart omständliga svenska. Jämför hans "De övriga gästerna befann sig alla i värdshusets stora sällskapsrum, själva gästgivaresalen" ur kapitlet På värdshuset Stegrande ponnyn, med Anderssons "Det var i värdshusets salong som alla satt". Visst blir man mer partysugen av Ohlmarks version. | „ |

I Dagens Nyheter tog Henrik Williams upp Tolkiens krav om att alla engelska namn skall översättas och skrev: "Genom att slaviskt följa Tolkien skapas en del i mitt tycke fula eller löjeväckande former som Möcklegräva för 'Michael Delving' och Kofferdi-Secker för 'Sackville-Bagginses'". Vidare skrev han även:
| ” | Den allra största översättningsgrodan ligger dock i ett enda till synes obetydligt ord, nämligen det 'precious' som antihjälten Gollum använder om ringen, bokens centrala nav. Min dyrgrip, är vad Andersson kallar den och detta uttryck används av alla ringens ägare. Ohlmarks valde 'älskade' vilket visar att han förstod Gollums förhållande till guldsmycket. 'Min älskling' eller 'min skatt' är faktiskt ordboksöversättningen och den är dessutom sann mot Tolkiens genomgående avsikt att framställa hur kärleken till jordiska ting och jordisk makt binder själen och leder till dess undergång. | „ |

### Jungfru Aragorn
I första tryckningen av nyöversättningen Konungens återkomst på sidan 59 berättar Aragorn för Éowyn om vilken väg han ämnar ta till Minas Tirith. Aragorn blir felaktigt titulerad jungfru av henne. Felet korrigerades till andra tryckningen.
| ” | Kanske släpper de fram mig, sade Aragorn. Jag tänker åtminstone försöka. Ingen annan väg förslår -Men det är vanvett, jungfru, sade hon. Här sitter ryktbara och vapenskickliga män som du inte borde ta med dig in i skuggorna utan istället leda i krig där män krävs. Jag ber dig att stanna kvar och rida med min bror; då skall alla glädjas i sina hjärtan, och vårt hopp skall förnyas -Det är inte vanvett, jungfru, svarade han... | „ |
| – | |   |

## Begreppet
"The Lord of the Rings" syftar inte på ringen själv, utan på Sauron, som alltså är ringarnas herre. Detta stöds av flera textställen i verket samt dess register, och är alltså den tolkning som Tolkien själv tänkte sig. Erik Andersson, som senast översatte verket, trodde själv länge att det var härskarringen som var ringarnas härskare. Först i samband med en direktsändning i TV4 blev han medveten om begreppets innebörd.

## Skillnader och likheter mellan översättningarna
Detta är en lista med några exempel på skillnader mellan de två svenska översättningarna. En del av de översättningar som Ohlmarks gjorde har inte ändrats av Erik Andersson, exempelvis "Fylke" (i original "The Shire"), "Vidstige" ("Strider") och "Väderklint" ("Weathertop").

### Personnamn
| Engelska                  | Åke Ohlmarks                  | Erik Andersson          |
| ------------------------- | ----------------------------- | ----------------------- |
| Frodo Baggins             | Frodo Bagger                  | Frodo Secker            |
| Bilbo Baggins             | Bilbo Bagger                  | Bilbo Secker            |
| Meriadoc Brandybuck       | Meriadoc Vinbock              | Meriadoc Brännbock      |
| The Gaffer                | Gubbtjyven1                   | Gammelfar               |
| Fatty Bolger              | Fatty; "fetknopp" Bolger      | Bullen Bolger           |
| Barliman Butterbur        | Barliman Smörblomma; Bytteson | Malte Smörblom          |
| Hal                       | Hall                          | Stig                    |
| Ted Sandyman              | Tedd; Ted Sandiman; Sandyman  | Teodor Sandeman         |
| Goldberry                 | Hjortrongull                  | Gyllenbär               |
| Lobelia Sackville-Baggins | Lobelia Säcksta-Bagger        | Lobelia Kofferdi-Secker |

1 Även 'gubbtjyven'; gubben; "Gubbtjyven"; Gubbtjuven; gammelfar; gamle 'tjyvgubben'; 'tjyvgubben'; och gubben Ham. Av Bilbo kallad "Mäster Tjyvkung" i kapitel 1, bok 1.

### Platser
| Engelska         | Åke Ohlmarks                                            | Erik Andersson   |
| ---------------- | ------------------------------------------------------- | ---------------- |
| Hobbiton         | Hobsala                                                 | Hobbinge         |
| Rivendell        | Vattnadal                                               | Riftedal         |
| Tuckborough      | Tookköping; Toodköping; Gömmeby; och Krubbköping        | Tockborga        |
| Brandy Hall      | Vintuna; och Vine Hall                                  | Brännstaholm     |
| Bywater          | Sjöstorp; och Sjötorp                                   | Åby              |
| Bagshot Row      | Baggerspjutsvägen; Baggspjutsvägen; och Baggspjutsallén | Säckfallsgatan   |
| Brandywine River | Vinfloden                                               | Brännevinsfloden |
| Dunharrow        | Dunharva; Dune harv; och Duneharv                       | Dunharg          |
| Tindrock         | Tinnklippan                                             | Tinnö            |
| Dimrill dale     | Dunkla dalen; Dimrils dal; och Dimrils dalar            | Blackkällsdalen  |
| Mirkwood         | Mörkmården                                              | Mörkveden        |
| Limlight         | Lindelöve å; Solskensån; och Limlit                     | Limljusnan       |
| Mount Doom       | Domedagsberget; Domedagsklyftan                         | Domberget        |

### Ringversen
| Engelska originalet | Åke Ohlmarks tolkning | Lotta Olssons tolkning |
| --- | --- | --- |
| Three Rings for the Elven-kings under the sky, Seven for the Dwarf-lords in their halls of stone, Nine for Mortal Men doomed to die, One for the Dark Lord on his dark throne In the Land of Mordor where the Shadows lie. One Ring to rule them all, One Ring to find them, One Ring to bring them all and in the darkness bind them In the Land of Mordor where the Shadows lie. | Tre ringar för älvkungarnas makt högt i det blå, sju för dvärgarnas furstar i salarna av sten, nio för de dödliga, som köttets väg skall gå, en för Mörkrets herre i ondskans dunkla sken i Mordorlandets hisnande gruva. En ring att sämja dem, en ring att främja dem, en ring att djupt i mörkrets vida riken tämja dem i Mordors land där skuggorna ruva | Ringar tre skall alver se, under himlens rand, sju för dvärgars härskare, som djupt i berget bor nio för människor, som döden tar omhand, en för Mörkrets herre, på mörka tronen stor, i Mordor, i skuggornas land. En ring att styra dem, en ring att se dem, en ring att fånga dem och till mörkret ge dem, i Mordor, i skuggornas land. |